# Głaz narzutowy koło Smoszewa
Głaz narzutowy koło Smoszewa (czasem: Zbójecki Kamień) – pomnik przyrody, głaz narzutowy zlokalizowany w kompleksie leśnym Las Miejski należącym do Dąbrów Krotoszyńskich.

## Położenie i wymiary
Kamień znajduje się w oddziale leśnym 13f, około 500 metrów na wschód od drogi wojewódzkiej nr 444, około 4 km na południowy wschód od Krotoszyna. Najbliżej stąd do przysiółka Bargły (Smoszew). Obiekt położony w miejscu trudno dostępnym orientacyjnie – nie prowadzą do niego żadne szlaki turystyczne, a nawet drogi lub ścieżki. Dojście możliwe leśną drogą na wschód od szosy nr 444, a potem na północ przez zwarty las. Wymiary: obwód 600 cm, długość 250 cm, szerokość 140 cm. 300 metrów na wschód przebiega czarny szlak rowerowy Wokół Krotoszyna.
W pobliżu znajdują się: rezerwat przyrody Miejski Bór i Dąb Rozdrażewskich.

## Galeria

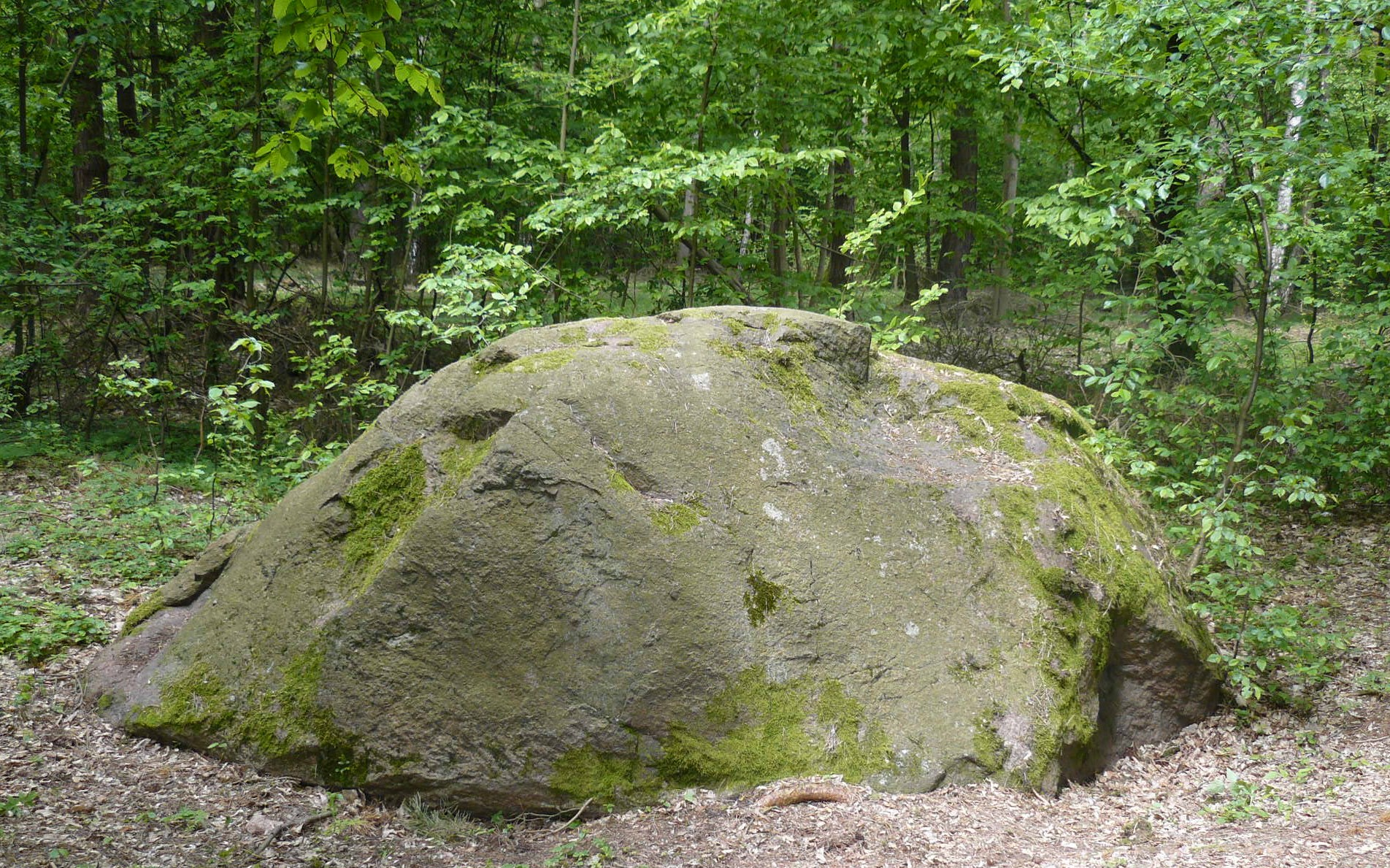
Głaz
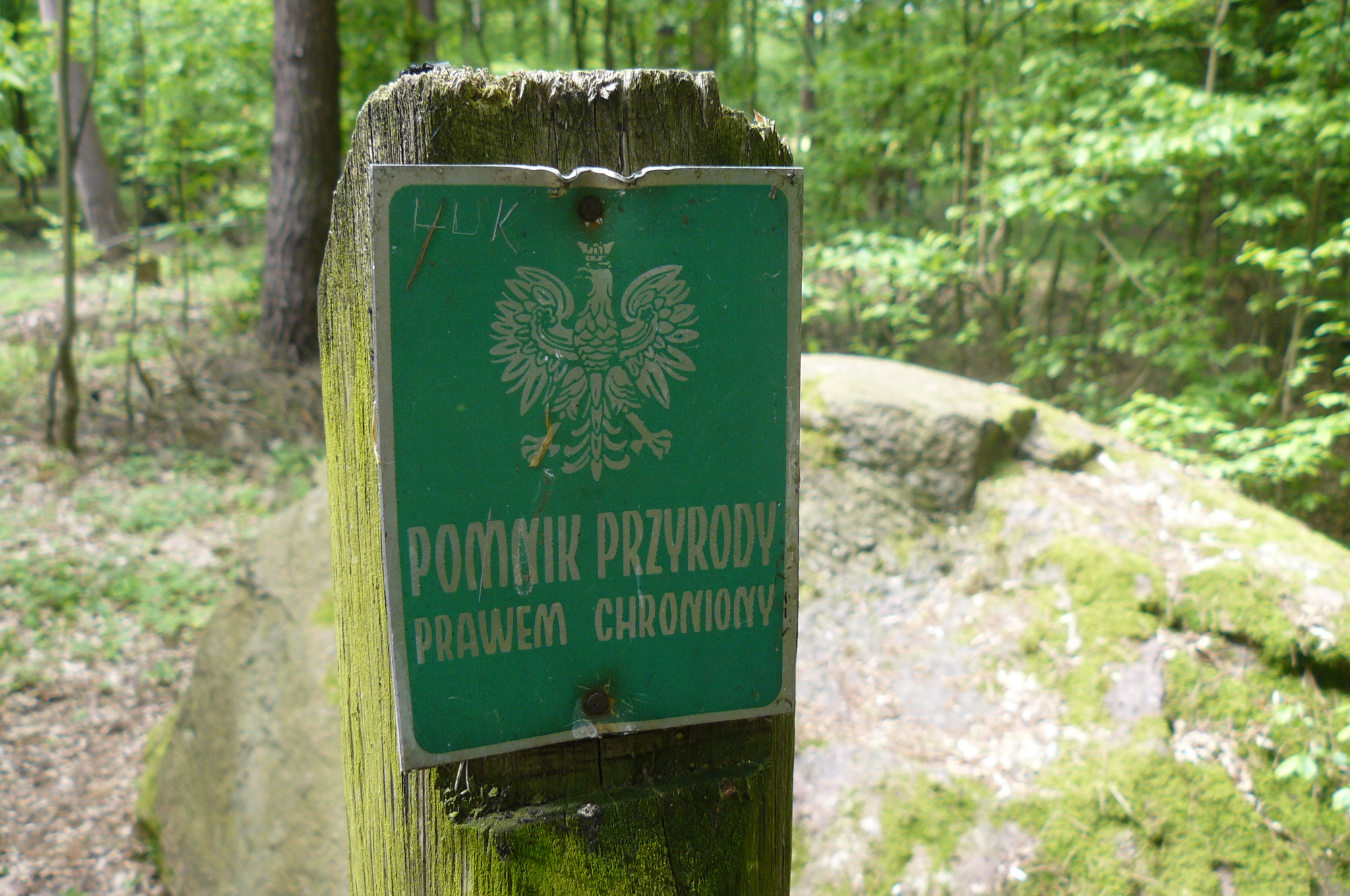
Oznaczenie pomnika przyrody